# 新民镇 (成都市)
新民镇，是中华人民共和国四川省成都市新都区曾经下辖的一个镇。2019年12月，撤销新民镇，将其所属行政区域划归军屯镇管辖。

## 行政区划
新民镇撤销前下辖以下地区：
新民场社区、禾登社区、大成社区、高祖社区、护国村、华严村、东林村、九堰村、金牛村、石庵村和天星村。